# Димитър Бъчваров (летец)
Димитър Андонов Бъчваров е български офицер, полковник, летец-пилот на изтребител, пилот-изпитател и инструктор, ас от Втората световна война.

## Биография
Роден е на 23 февруари 1915 година в град Гевгели, попаднал в 1913 година в Сърбия. В края на Първата световна война семейството му се изселва с отстъпващата Българска армия. Бъчварови се установяват трайно в град Петрич и се занимават с отглеждане на тютюн. Бъчваров завършва Горноджумайската гимназия.
Любовта на младия Бъчваров към авиацията се заражда още в юношеските години, когато полски пощенски самолет прелита редовно над Петрич. Първият му досег със самолет датира от същия период – заблудил се гръцки пилот каца в покрайнините на града. Бъчваров е приет в Школата за запасни офицери в София и е приет в новосъздадената авиаторска рота. Обучението му продължава в пилотското училище в Казанлък, където инструктор му е уважаваният летец Чирпанлиев. В авиаторската школа лети на самолети Бюкер Юнгман и Чучулига. От 1938 година е причислен към Трети разузнавателен орляк в град Ямбол. На следната 1939 година е приет в Изтребителната школа в град Карлово, където под ръководството на завършилия елитната немска изтребителна школа във Вернойхен Николай Йорданов, усвоява самолетите Хайнкел 51 и Арадо 65.
По това време отношенията с Турция се влошават и обучението в школата е прекъснато. Подпоручик Бъчваров е преместен в образцовия орляк във Враждебна, където лети на Хайнкел 45. За известно време орлякът е преместен в Стара Загора. През юни 1940 година се връща в Карловската школа, започва я от начало и изкарва целия курс. По-нататък ятото на капитан Виденов, в което е той отлита за Ямбол където носи и първото си дежурство. Оттогава са и първите бойни прояви на летеца Димитър Бъчваров. Преследва съветски самолети, които разузнават и спускат диверсанти по черноморското крайбрежие, турски разузнавателни самолети в района на Бургас и Елхово. Като водач на крило стремително атакува два английски разузнавателни самолета Спитфайер от село Факия до Одрин където силен обстрел от зенитната артилепия ги принуждава да спрат преследването.
По време на службата му в Ямбол има и много интересен случай. Един самолет ДАР-1-А стоял на летището без някой да посегне към него. Най-сетне предизвикателно примамва погледа на майор Бошнаков и на подпоручик Тодор Тонев. Късно след обед пръв полита на него майорът. Изпълнява няколко фигури, опитва един два пъти да влезе в свредел, но не успява. Втори излита подпоручик Тонев. Същата несполука. Бъчваров е изпълнявал свредел с този самолет, и затова недоверчиво приема несполуката на двамата летели преди него. Трети по ред той излита и на 800 метра започва фигури. лупинг, тоно, Имелман и дава команди за свредел. Прави две витки и когато подава команди за излизане от свредела – самолетът не реагира. Преброил 27 витки в плосък свредел, самолетът му се забива в дълбоко изорана нива в края на летището. Удар в челото и в гръбнака. Летецът е в съзнание. Слиза бавно от самолета и ляга на земята. Пристига линейка и го откарва в болницата, където той чува лекарите да се говорят: „силно контузен, счупване на гръбначен стълб.“ Една година не лети.
Прибавил още една звезда към синия пагон вече поручик Бъчваров се връща в Карлово в 1/6 изтребителен орляк, въоръжен със самолети Девуатин D.520. На 4 януари 1944 година, към обяд пристигат сведения, че от запад многомоторни самолети са минали над София и се насочват към Пловдив. Командирът на полка Вълков разрешава на Бъчваров да излети. Югозападно от София набира 5000 метра и забелязва под себе си четиримоторни крепости Либерейтър Б-24 „летяща крепост“, които обикновено се охраняват от изтребители П-38 Лайтнинг, „Тъндърболт“, P-51 Мустанг и „Москито“. Остава сам срещу девет крепости и решава да ги атакува. Неговият изтребител е Девоатин D.520 – самолет с голям район на действие, много повратлив и въоръжен с едно 37 mm оръдие и две картечници. С голяма скорост се спуска към един от „Либерейтърите“, прицелва се в един от моторите му и пуска няколко серии с оръдието и картечниците. Групата тежки самолети се раздвижила и го посреща с огъня на бордните си оръжия. Бъчваров се отдалечава, минава към страната на слънцето и се подготвя за повторна атака, когато забелязва откъм източната част на София да излизат от облаците четири изтребителя, които първоначално прима за изтребители от 3/6 орляк, но се оказва, че са двутели лайтнинги, които вероятно заслепени от слънцето не го забелязват и минават над него. В района на Дупница атакува още 27 летящи крепости. Над Кюстендил попада на 50 – 60 крепости и отново се втурва в атака по една от тях, която е засегната. Прави и втора атака, в която свършва боезапаса си и каца на летището си при снежна виелица.
След края на войната Бъчваров е инструктор и летец на Месершмит Bf 109, Туполев Ту-2 и Як-9. До уволнението си по политически причини през средата на 50-те години лети от авиобазите Балчик, Ямбол, Карлово и Божурище, и му е присвоено звание полковник. Бъчваров има две деца, посветили живота си на българската авиация.

## Военни звания
- Подпоручик (1938)
- Поручик
- Капитан
- Майор
- Подполковник
- Полковник